# Josefina Díaz de Artigas
Josefina Díaz González, conocida artísticamente como Pepita Díaz y Josefina Díaz de Artigas (Argentina, 1891-Madrid, 1976) fue una actriz de teatro argentina, afincada en España.

## Biografía
Una de las grandes damas del teatro, en el primero tercio del siglo XX, coetánea de Margarita Xirgu y Rosario Pino. Hija de los actores Concepción González y Manuel Díaz de la Haza y hermana del actor Manuel Díaz González. Se formó en la Compañía de María Guerrero y Fernando Díaz de Mendoza, con la que estrena entre otras La dama de armiño (1922), de Luis Fernández Ardavín y El abanico de Lady Windermere (1920), de Oscar Wilde. Comenzó a destacar a partir de 1924, cuando estrenó Lecciones de buen amor, de Jacinto Benavente e interpretó El genio alegre de los Hermanos Álvarez Quintero. Un año más tarde, estos autores confiaron en ella para el estreno de La boda de Quinita Flores.

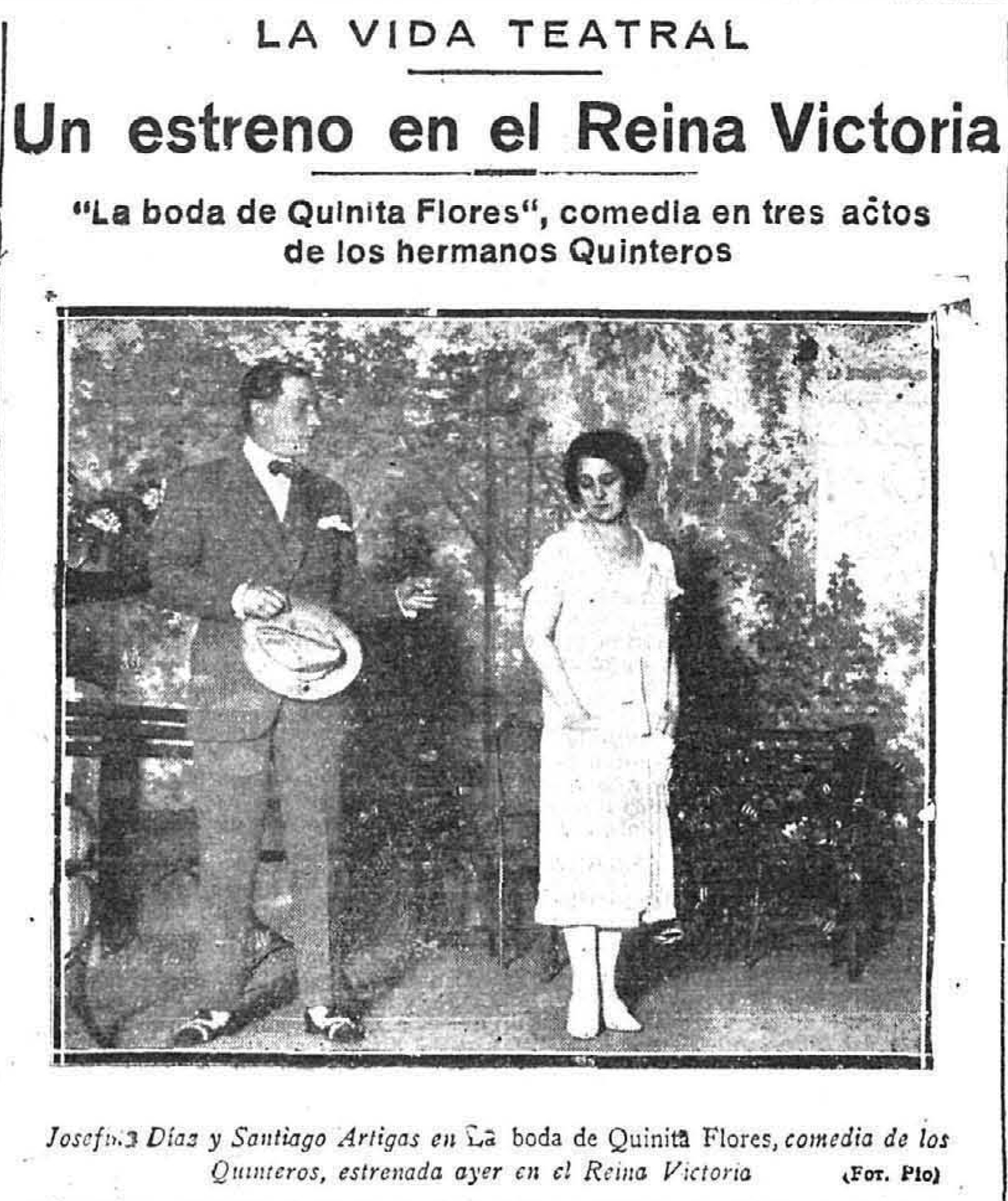
Josefina Díaz y su marido Santiago Artigas actuando en el teatro Reina Victoria en el estreno de La boda de Quinita Flores de los hermanos Álvarez Quintero (enero de 1926)

Formó compañía propia con su marido, Santiago Artigas, y estrenó, entre otras, obras de Eduardo Marquina (Fruto bendito, 1927), o de Manuel y Antonio Machado (Juan de Mañara, 1927), así como obras de autores extranjeros, como Casa de Muñecas (1929), de Ibsen y Atrévete, Susana (1929), de Ladislas Fodor.
Iniciada la década de 1930, se une profesionalmente a Manuel Collado, destacando por encima de cualquier otra interpretación, el estreno de Bodas de sangre, de Federico García Lorca, en el que también participó Amelia de la Torre. Se puede mencionar también los estrenos de Nuestra Natacha (1935) y Prohibido suicidarse en primavera (1937), ambas de Alejandro Casona.
Al inicio de la guerra civil española, se traslada a Sudamérica, dónde realiza una gira que se prolonga hasta 1939. Todavía en América, en 1951 fue designada profesora de la Escuela de Arte Dramático de Montevideo, tarea en la que permaneció hasta 1954.

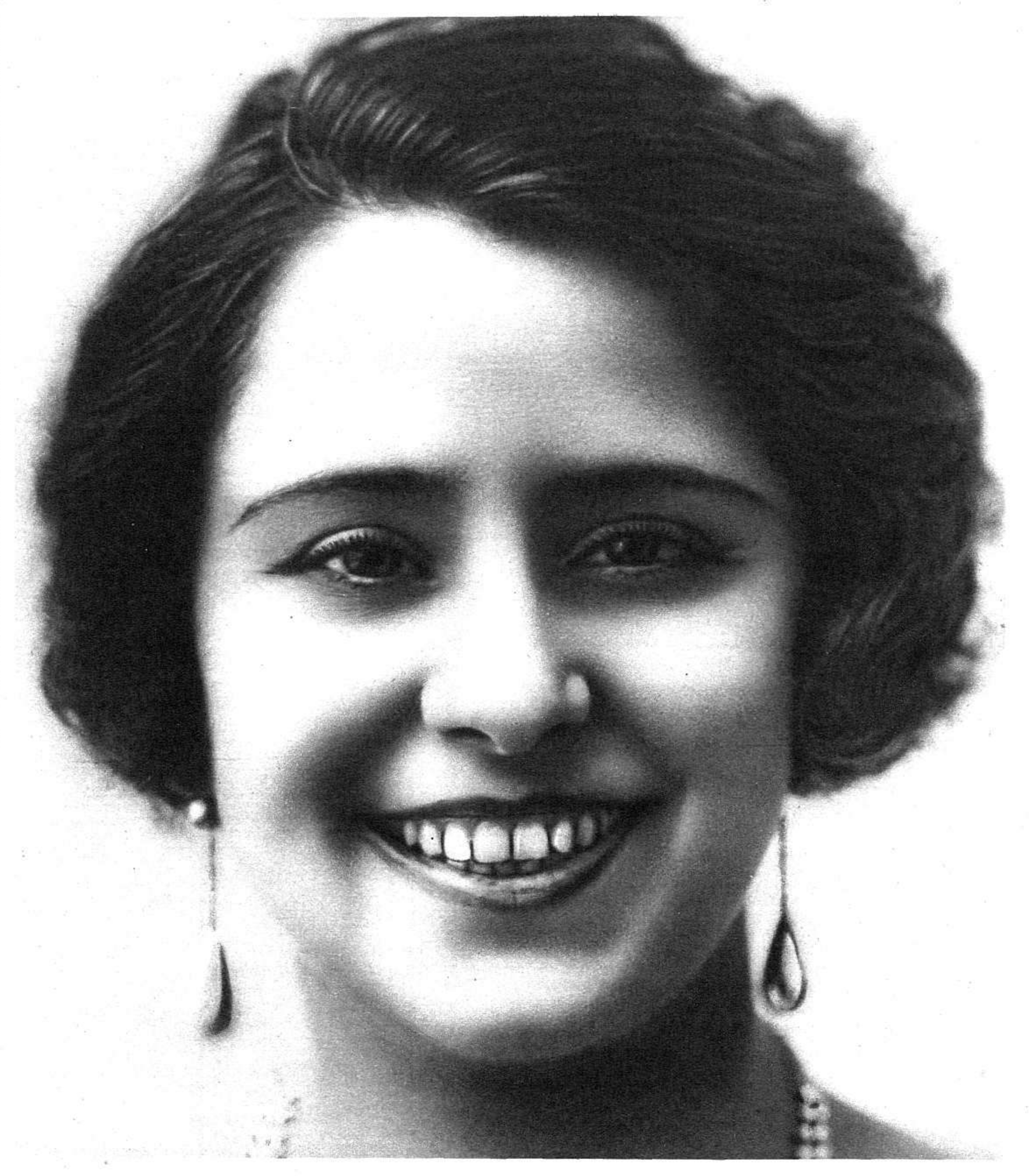
Retrato de Pepita Díaz de Artigas (Mundo Gráfico, 1928)

De regreso a España, a instancias de José Tamayo estrena en el país La muerte de un viajante (1952), de Arthur Miller y posteriormente continuó actuando de manera esporádica hasta la década de 1970 con obras como El jardín de los cerezos (1960), de Chejov, con dirección de José Luis Alonso, La calumnia (1961), de Lillian Hellman, Carmelo (1964), de Juan José Alonso Millán o Ligazón (1966), de Valle-Inclán.
Su paso por el cine es efímero, y se reduce a pocos títulos, destacando: Un bandido en la sierra (1927), de Eusebio Fernández Ardavín, junto a Santiago Artigas, Manuel Dicenta y Emilio Mesejo; Un trono para Cristy (1960), de Luis César Amadori; La prima Angélica (1974)  y Cría cuervos  (1976), ambas de Carlos Saura. Falleció en Madrid en diciembre de 1976.

## Filmografía
- El bandido de la sierra (1927)
- Milagro de amor (1946)
- Rosa de América (1946)
- El gran amor de Bécquer (1946)
- Não Me Digas Adeus (1947)
- La prima Angélica (1974)
- Retrato de familia (1976)
- Cría cuervos (1976)